# Джордж Вортінгтон (тенісист)
Джордж Вортінгтон (англ. George Worthington; 10 жовтня 1928 — 8 грудня 1964) — колишній австралійський тенісист.
Здобув 25 одиночних титулів.
Перемагав на турнірах Великого шолома в змішаному парному розряді.
Завершив кар'єру 1960 року.

## Фінали турнірів Великого шолома

### Парний розряд (2 поразки)
| Результат | Рік  | Турнір              | Покриття | Партнер       | Суперники                 | Рахунок       |
| --------- | ---- | ------------------- | -------- | ------------- | ------------------------- | ------------- |
| Поразка   | 1947 | Чемпіонат Австралії | Трава    | Френк Седжмен | Адріан Квіст Джон Бромвіч | 1–6, 3–6, 1–6 |
| Поразка   | 1949 | Чемпіонат США       | Трава    | Френк Седжмен | Джон Бромвіч Білл Сідвелл | 4–6, 0–6, 1–6 |

### Мікст (3 перемоги)
| Результат | Рік  | Турнір              | Покриття | Партнер         | Суперники                   | Рахунок       |
| --------- | ---- | ------------------- | -------- | --------------- | --------------------------- | ------------- |
| Перемога  | 1951 | Чемпіонат Австралії | Трава    | Телма Койн-Лонґ | Клер Проктор Джек Мей       | 6–4, 3–6, 6–2 |
| Перемога  | 1952 | Чемпіонат Австралії | Трава    | Телма Койн-Лонґ | Ґвен Тіле Том Воргерст      | 9–7, 7–5      |
| Перемога  | 1955 | Чемпіонат Австралії | Трава    | Телма Койн-Лонґ | Дженні Стейлі Гоуд Лью Гоуд | 6–2, 6–1      |